# Serafin (Sobolew)
Serafin, imię świeckie Nikołaj Borisowicz Sobolew (ur. 19 listopada?/1 grudnia 1881 w Riazaniu, zm. 26 lutego 1950 w Sofii) – rosyjski biskup i teolog prawosławny.

## Życiorys
Ukończył z wyróżnieniem seminarium duchowne w Riazaniu, a następnie Petersburską Akademię Duchowną (dyplom w 1908). Jako student IV roku złożył 26 stycznia 1901 wieczyste śluby mnisze, przyjmując imię Serafin na cześć świętego mnicha Serafina z Sarowa. 18 marca 1908 został wyświęcony na hieromnicha. Po ukończeniu Akademii został początkowo skierowany do pracy na kursach przygotowujących do kapłaństwa w Żytomierzu, następnie od 1909 do 1911 był asystentem nadzorcy analogicznej szkoły w Kałudze, w 1911 został inspektorem seminarium duchownego w Kostromie, zaś w 1912 otrzymał godność archimandryty i stanowisko rektora seminarium duchownego w Woroneżu. Znał Jana Kronsztadzkiego, Warsonofiusza, Józefa i Anatola Młodszego z Optiny; traktował ich jak kierowników duchowych.
Po rewolucji październikowej prawosławne seminarium duchowne w Woroneżu zostało zlikwidowane. Archimandryta Serafin razem z bratem, hieromnichem Sergiuszem, opuścił miasto i udał się najpierw do Jekaterynosławia, a następnie do Symferopola (miasta pozostawały w rękach Białych), gdzie miał być rektorem seminarium duchownego. 14 października 1920 w soborze w Symferopolu miała miejsce jego chirotonia na biskupa łubieńskiego, wikariusza eparchii połtawskiej. Po wkroczeniu Armii Czerwonej na Krym w pierwszych dniach listopada tego samego roku biskup taurydzki Dymitr nie udzielił biskupowi Serafinowi błogosławieństwa na pozostanie w Rosji, lecz polecił mu po modlitwie zdecydować o swoim dalszym losie poprzez losowanie. Wyciągnąwszy kartę z napisem Wyjechać, biskup Serafin 14 listopada 1920 opuścił Symferopol na pokładzie statku „Chersonez” i udał się do Konstantynopola.
Przez niecały rok był wykładowcą Akademii Teologicznej Patriarchatu Konstantynopolitańskiego na Chalki, po czym w maju 1921 zastąpił archimandrytę Tichona (Laszczenkę) na stanowisku proboszcza etnicznie rosyjskiej parafii św. Mikołaja w Sofii oraz przełożonego rosyjskiego monasteru św. Aleksandra Newskiego w Jambole. W 1921 patriarcha moskiewski i całej Rusi Tichon nadał mu godność biskupa boguczarskiego, potwierdzając jego prawa do opieki nad wszystkimi placówkami duszpasterskimi powstałymi w Bułgarii dla emigrantów z Rosji.
Przeszedł w jurysdykcję Rosyjskiego Kościoła Prawosławnego poza granicami Rosji; w 1934 otrzymał w nim godność arcybiskupią. Rok później otrzymał stopień magistra nauk teologicznych za pracę poświęconą krytyce nauczania ks. Siergieja Bułgakowa o Mądrości Bożej. Sprzeciwiał się ekumenizmowi, w którym dopatrywał się inspiracji masońskich, występował przeciwko modernizacji Kościołów prawosławnych i dokonywaniu w nich zmian na wzór rozwiązań przyjętych w katolicyzmie i protestantyzmie. Dowodził, iż jedynym zgodnym z Biblią ustrojem państwowym jest samodzierżawie.
W 1946, razem ze wszystkimi parafiami rosyjskimi w Bułgarii, przyjął ponownie jurysdykcję Patriarchatu Moskiewskiego.
W 2016 Bułgarski Kościół Prawosławny ogłosił go świętym. Jego kult w tym samym roku został ustanowiony również w Cerkwi rosyjskiej.